# Darío Bracali
Darío Bracali (Argentina, 8 de diciembre de 1972 – Dhaulagiri, Nepal, 3 de mayo de 2008 ) fue un montañista y fotógrafo, conocido por haber realizado más de 200 escalamientos en montañas de América, Europa, Asia y Oceanía.
En marzo de 2003 fue el primero en ascender las 10 montañas más altas de la cordillera de los Andes al alcanzar la cumbre del Tres Cruces, y también en realizar el escalamiento del volcán Pissis en época invernal. Desapareció cuando integraba una expedición con la que trataba de llegar a la cumbre del Dhaulagiri, en el Nepal.

## Actividad profesional
Se graduó en 2006 en la Universidad de Buenos Aires en el  Profesorado de Historia, con especialización en antropología, historia clásica y de América precolombina. Realizó en diversas instituciones cursos vinculados al montañismo, tales como Escalada en roca, Escalada en hielo, Instructor de esquí alpino, Guía de cordillera y trekking, Socorrismo para excursionistas, Fotografía profesional, Escalada artificial y Geodesia física.
Trabajó como fotógrafo profesional y entre 1999 y 2002 trabajó como instructor de Primeros Auxilios en Zonas Agrestes y asesor técnico de la Fundación Ecomed; también laboró como asesor del Centro Cultural Argentino de Montaña y corresponsal en Argentina del Servei General d´Informació de Muntanya, una de las bibliotecas de montaña más completas del mundo, además de haberlo hecho en 31 centros de esquí en los Andes, Alpes, Pirineos y Rocallosas. Durante cinco años trabajó en el relevamiento de las montañas más altas de los Andes y exploración de sus áreas aledañas, para la guía de Desnivel "Los 13 seis mil quinientos de los Andes", labores entre las cuales estuvo la compleja determinación de la altura relativa de los torreones cumbreros del Ojos del Salado, el volcán más alto del mundo, que se encuentra en el límite fronterizo entre Argentina y Chile, en la Puna de Atacama.
Fue el primero en ascender las 10 montañas más altas de la cordillera de los Andes y también en realizar en época invernal el escalamiento del volcán Pissis, situado en Argentina, el segundo volcán más alto del mundo. 
Escribió el libro "Andinismo - Manual para ascender a las montañas más altas de los Andes" (Editorial Desnivel, España) y varios artículos para prestigiosas publicaciones de montaña de Argentina, España y Estados Unidos, algunas de las cuales también le realizaron entrevistas. Dictó conferencias sobre Los Andes y el Himalaya en clubes de montaña y otras instituciones.

## Su última expedición
El objetivo de la última expedición en la que participó Darío Bracali era el Dhaulagiri, de 8167 metros de altura, que se encuentra en  la cordillera del Himalaya, en la que están las 14 montañas del mundo que superan los ocho mil metros que, conocidas como “ochomiles”, son el máximo desafío del alpinismo. En la expedición bajo su conducción, participaban también el antropólogo Cristian Vitry, el empresario Sebastián Cura y el documentalista Guillermo Glass, con quien Bracali tenía la productora audiovisual de contenidos de alta montaña, Arista Sur. Su propósito era hacer la ascensión al estilo alpino, sin la ayuda de cuerdas, ni de oxígeno e irla registrando para luego hacer un documental. Se habían realizado anteriormente cinco expediciones de argentinos y en ellas hubo dos muertes, la de Francisco Ibáñez en 1954 y Mario Serrano en 1981. Dos argentinos habían hecho cumbre, Miguel "Lito" Sánchez en 1990 y Víctor Herrera, en 2004. 
El pico a escalar se encuentra en una región donde se producen lo que se denomina ventanas de buen tiempo, que es cuando todas las condiciones climáticas están ideales para salir del campamento y ascender el tramo final para llegar a la cumbre. Los cuatro integrantes de la expedición llegaron al campamento 3 ubicado a 7400 metros de altura donde debieron pasar la noche  en una sola de las dos carpas que tenían. El 1° de mayo, en una de esas ventanas, sin haber descansado por la incomodidad, Bracali y Vitry, junto con muchas otras personas partieron hacia la cumbre en tanto Cura, a quien se le habían enfriado las manos, y Glass, que estaba cansado, decidieron no acompañarlos e iniciar en cambio el descenso. En los 7800 metros de altura Bracali estaba muy cansado y con sus piernas temblando, por lo que bajaron unos 200 metros donde encontraron otro escalador que quería descender, por lo que Bracali siguió la bajada en tanto Vitry retomó el ascenso, llegó a la cumbre en unas horas y retornó al campamento. Cuando en la madrugada del 3 de mayo van todos a descender, Bracali decidió intentar un nuevo ascenso. Estaba nublado pero no había tormenta, no eran las mejores condiciones pero no pudo ser persuadido, por lo que Vitry se quedó esperándolo en el campamento. Bracali debía regresar al medio día del 3 de mayo pero no lo hizo; el día 4 Vitry recibió dos mensajes urgiéndole a bajar pues se avecinaba un temporal, por lo que a 16.30 horas, con visibilidad  nula emprendió el descenso. Si bien mantuvo el control de la bajada, el camino hasta llegar a la base fue muy penoso y peligroso. El cuerpo de Bracali no fue hallado hasta ahora. Respecto de lo sucedido, Guillermo Glass opinó:

"Certeramente no tenemos idea lo que pasó con Darío. Para mí hay dos opciones: se perdió, se desorientó, no encontró la huella y no pudo bajar; o se cayó, patinó y se fue. Si llegó y bajó no lo sé, pero nadie lo vio. Esa temporada una expedición hizo cumbre varios días después y no vieron nada, vieron la carapa que dejamos en el campo 3 y nadie había tocado nada, estaba todo igual.

## Polémica sobre la expedición
La forma de realizar la expedición dio motivo a una polémica. No llevaba cargadores o guías que armen y desarmen las carpas, instalen cuerdas, cocinen, etc. ni grupo electrógeno o pantallas solares para mantener las computadoras, teléfonos y conexión a Internet. Los cuatro integrantes cargaron hasta los 7400 metros mochilas con unos 20 kilogramos y solamente tres cargadores encargados del grueso del alimento hasta el campamento base. Vitry responde a las críticas diciendo que, a diferencia de las expediciones comerciales, tenían un objetivo deportivo, resaltando todos estuvieron en altura antes de partir y finalizaron el aclimatamiento pasado una semana en el campamento a 5400 metros de altura, o sea que tuvieron un criterio diferente pero no improvisado.